# Grignasco
Grignasco ist eine Gemeinde mit 4319 Einwohnern (Stand 31. Dezember 2023) in der italienischen Provinz Novara (NO), Region Piemont.
Die Gemeinde besteht aus den Ortsteilen Ara, Bertolotto, Bovagliano, Ca' Marietta, Carola, Garodino, Pianaccia, Torchio, Sagliaschi und Isella. Die Nachbargemeinden sind Boca, Borgosesia, Prato Sesia, Serravalle Sesia und Valduggia.
Der Schutzheilige des Ortes ist S. Maria Vergine Assunta.

## Geographie
Der Ort liegt auf einer Höhe von 322 m über dem Meeresspiegel.
Das Gemeindegebiet umfasst eine Fläche von 14 km².